# Michelle Struijk
Michelle Struijk (24 juni 1998) is een Belgisch hockeyspeelster.

## Levensloop
Struijk begon met hockey bij Royal Antwerp HC, alwaar ze actief bleef tot 2023. Met deze club werd ze in 2019 landskampioen. Vervolgens ging ze aan de slag bij Gantoise.
Daarnaast is ze sinds 2017 actief bij het Belgisch hockeyteam. In deze hoedanigheid nam ze onder meer deel aan de wereldkampioenschappen van 2018 en 2022. Ook nam ze deel aan de Europees kampioenschappen van 2017, 2019 en 2021. Op de EK's van 2017 en 2023 behaalde ze zilver en in 2021 brons met de nationale ploeg.
In juni 2023 werd Struijk uitgeroepen tot winnares van de Gouden Stick.